# مارك وينجت
مارك وينجت (بالإنجليزية: Mark Wingett)‏ هو ممثل بريطاني، ولد في 1961 في المملكة المتحدة.

## أعمال

### أفلام
- (2011) حرب الموتى
- (2012) بياض الثلج والصياد[4]
- (2013)  لا تتراجع أبدا
- (2014) السيد تيرنر[5][6]
- (2015) بعيدا عن صخب الناس[7][8]

### مسلسلات
- ذا بيل

## وصلات خارجية
- مارك وينجت على موقع IMDb (الإنجليزية)
- مارك وينجت على موقع قاعدة بيانات الأفلام العربية
- مارك وينجت على موقع ألو سيني (الفرنسية)
- مارك وينجت على موقع أول موفي (الإنجليزية)
- مارك وينجت على موقع قاعدة بيانات الأفلام السويدية (السويدية)
- مارك وينجت على موقع قاعدة بيانات الفيلم (الإنجليزية)
- مارك وينجت على موقع كينوبويسك (الروسية)